# La sacerdotessa di Avalon
La sacerdotessa di Avalon è un romanzo delle scrittrici statunitensi Marion Zimmer Bradley e Diana L. Paxson, appartenente al ciclo di Avalon.
Questo romanzo narra di una leggenda che presenta molti eventi storicamente accettabili sulla vita di Elena, concubina dell'imperatore Costanzo Cloro e madre dell'imperatore Costantino I.
Il 12 ottobre 2022 l'editore HarperCollins Italia dà nuovamente alle stampe il romanzo in una nuova edizione, ritradotta per l'occasione da Flavio Santi.

## Trama

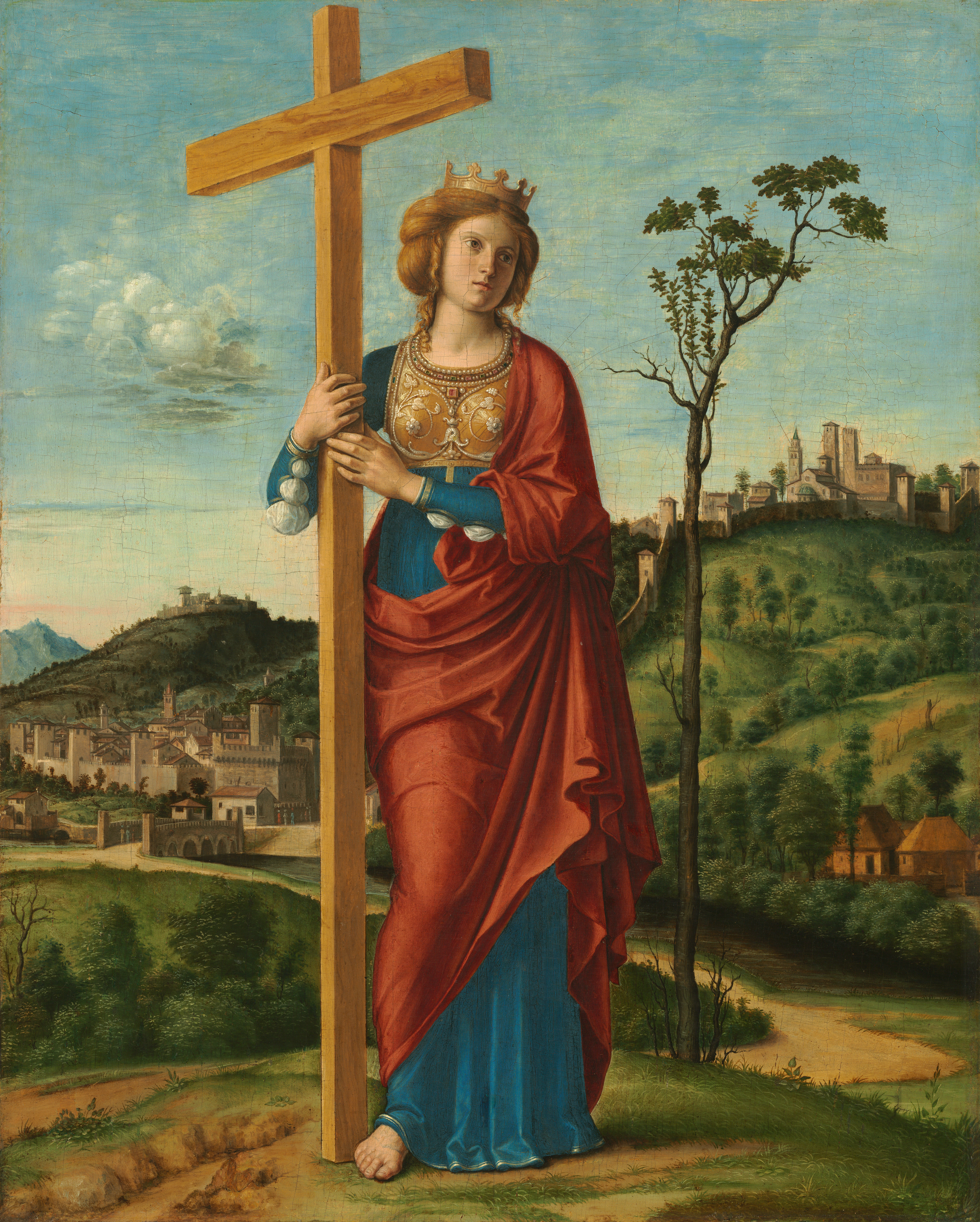
Sant'Elena (1495), olio su tavola, National Gallery of Art (Washington).

Elena, figlia di un nobile britannico e di Rian, Somma Sacerdotessa sull'isola di Avalon, nasce dopo molte ore di travaglio e rimane orfana di madre, ma per lei il capo dei druidi predice un glorioso futuro. Nonostante questo, Ganeda, sua zia e sorella di Rian, decide di farla crescere dalle genti del padre: un modo come un altro per non avere la piccola davanti agli occhi.
Ritornata sull'isola a dieci anni, per completare la sua istruzione, si trova così a dover affrontare l'ostilità della zia Ganeda, divenuta Somma Sacerdotessa dopo la morte della sorella Rian. Nonostante le difficoltà, Eilan - come viene chiamata fra le iniziate agli Antichi Misteri di Avalon - è piena di talenti e molto amata dalle altre sacerdotesse.
Elena riesce difatti a diventare sacerdotessa di Avalon, ma viene in seguito cacciata dalla zia quando conosce e si innamora del giovane Costanzo Cloro. Un gesto che viene ritento scandaloso e per questo ostacolato. 
Costanzo ed Elena viaggiano allora per l'Europa seguendo le Aquile di cui Costanzo è comandante, ma soprattutto servendo gli innumerevoli imperatori che si susseguono; dal grande amore tra il sacerdote di Mitra e una sacerdotessa di sangue nobile nascerà Costantino il Grande, l'uomo che cambierà il mondo.
Ma i cambiamenti di Costantino deluderanno Elena, che non approva la corruzione e la falsità che circondano il figlio.
Elena decide così di abbandonare il mondo romano, ormai dominato dal cristianesimo e dalla corruzione, per morire in pace sull'isola di Avalon, la sua unica e vera casa, dove sarà accolta dalle sacerdotesse ma soprattutto dalla nuova Somma Sacerdotessa, la sua cara cugina Dierna.

## Edizioni
- Marion Zimmer Bradley e Diana L. Paxson, La sacerdotessa di Avalon, TEA, 2003, ISBN 88-502-0430-2.

- Marion Zimmer Bradley e Diana L. Paxson, La sacerdotessa di Avalon, HarperCollins Italia, 2022, ISBN 978-88-690-5625-3.